# Promegaparia petiolata
Promegaparia petiolata là một loài ruồi trong họ Tachinidae.